# Головне управління зв'язку та інформаційних систем ГШ ЗСУ
Головне управління зв'язку та кібербезпеки ГШ ЗСУ (ГУЗтаКб) — структурний підрозділ Генерального штабу Збройних Сил України, призначений для проведення єдиної державної технічної політики у сфері зв'язку та інформатизації, захисту інформаційних ресурсів у інформаційно-телекомунікаційних системах Збройних Сил України, організації зв'язку і автоматизації управління військами.

## Функції
Основними завданнями Головного управління зв'язку та кібербезпеки Генерального штабу Збройних Сил України є:
- організація зв'язку і автоматизованого управління військами у Збройних Силах України та здійснення оперативного управління телекомунікаційними мережами України в інтересах оборони держави;
- підготовка системи зв'язку і автоматизації управління військами Збройних Сил України та контроль за підготовкою телекомунікаційних мереж України в інтересах оборони держави в порядку, визначеному чинним законодавством;
- організація використання ресурсу телекомунікаційних мереж України в інтересах Збройних Сил України;
- управління та регулювання у сфері використання радіочастотного ресурсу, виділеного для оборони у межах смуг частот відповідальності;
- розвиток військ зв'язку, визначення основних вимог до якісних характеристик нових (перспективних) зразків техніки зв'язку і автоматизації Збройних Сил України;
- реалізація державної політики з питань стандартизації, кодифікації і каталогізації техніки та майна зв'язку і автоматизації;
- забезпечення, облік, списання техніки та майна зв'язку і автоматизації за номентклатурою начальника зв'язку і автоматизації за номентклатурою начальника зв'язку Збройних Сил;
- участь у реалізації державної політики у сфері захисту інформації та протидії кіберзагрозам в інформаційно-телекомунікаційних системах Збройних Сил України;
- організація і керівництво фельд'єгерсько-поштовим зв'язком у Збройних Силах України;
- участь у військовому співробітництві з питань пов'язаних із розвитком системи та засобів зв'язку Збройних Сил України, захисту інформації та протидії кіберзагрозам;
- розробка та реалізація планів і програм міжнародного військового співробітництва з питань військового зв'язку та інформатизації.

## Керівництво
- генерал- майор Рапко Володимир Васильович[1]

## Зовнішні посилання
- Головне управління зв’язку та інформаційних систем ГШ ЗСУ [Архівовано 27 листопада 2014 у Wayback Machine.]
- Розвиток зв'язку в ЗСУ за останні роки
- ГПУ виявила, що в Міноборони могли знищили журнал секретних розмов, записаних під час Майдану [Архівовано 8 серпня 2017 у Wayback Machine.]
- ГПУ: В Міноборони знищений журнал обліку секретних дзвінків часів Євромайдану [Архівовано 8 серпня 2017 у Wayback Machine.]